# إيطاليا ضد البرازيل (كأس العالم 1982)
مباراة إيطاليا ضد البرازيل كانت مباراة كرة قدم أقيمت بين البرازيل وإيطاليا في ملعب ساريا، برشلونة، في 5 يوليو 1982. كانت هذه المباراة هي المباراة النهائية في الدور الثاني للمجموعة الثالثة في كأس العالم لكرة القدم 1982. انتهت المباراة بفوز إيطاليا بنتيجة 3–2، حيث سجل المهاجم الإيطالي باولو روسي ثلاثية. وأدت هذه النتيجة إلى إقصاء البرازيل من البطولة، في حين فازت إيطاليا بالبطولة. وُصفت المباراة بأنها واحدة من أعظم المباريات في تاريخ كرة القدم.

## ما قبل المباراة
فازت البرازيل بجميع مبارياتها الثلاث الأولى في مرحلة المجموعات، بما في ذلك الانتصارات الشاملة على اسكتلندا (4–1) ونيوزيلندا (4–0)، وكانت المرشحة للفوز قبل البطولة. لقد حظوا بإشادة واسعة النطاق لأسلوبهم الهجومي. في مباراتها الأولى في دور المجموعات الثانية، تغلبت البرازيل على منافسيها من أمريكا الجنوبية وحاملة كأس العالم الأرجنتين بنتيجة 3–1.
في هذه الأثناء، كان بداية إيطاليا في البطولة بطيئة، حيث تعادلت في جميع مبارياتها الثلاث الأولى في مرحلة المجموعات واحتلت المركز الثاني في مجموعتها؛ ولم تتأهل إلى مرحلة المجموعات الثانية إلا بعد تسجيلها هدفًا واحدًا أكثر من الكاميرون صاحبة المركز الثالث، والتي أنهت أيضًا البطولة بثلاثة تعادلات. ومع ذلك، في أولى مبارياتها في الدور الثاني، سجلت إيطاليا فوزًا مثيرًا للإعجاب بنتيجة 2–1 على الأرجنتين. كان روسي قد فشل في التسجيل حتى تلك النقطة وكان هناك جدل كبير حول ما إذا كان ينبغي أن يكون في الفريق، حيث عاد مؤخرًا من حظر لمدة عامين بعد تورطه في فضيحة التلاعب بنتائج المباريات في توتونرو عام 1980 (تم الحكم في البداية بأن حظره يستمر لمدة ثلاث سنوات، ولكن تم تخفيضه في الاستئناف). اضطرت إيطاليا للعب من أجل الفوز للوصول إلى الدور نصف النهائي، بسبب فارق الأهداف المتواضع.

## المباراة

### الملخص
وضعت المباراة هجوم البرازيل في مواجهة دفاع إيطاليا، حيث دارت أغلب فترات المباراة حول منطقة الجزاء الإيطالية، حيث رد لاعبو خط الوسط والمدافعون الإيطاليون الكرات الطائرة المتكررة من المهاجمين البرازيليين أمثال زيكو وسقراط وفالكاو. وتم تكليف المدافع الإيطالي كلاوديو جينتيلي بمراقبة لاعب الوسط المهاجم البرازيلي زيكو، ليحصل على بطاقة صفراء وإيقاف عن مباراة الدور قبل النهائي. افتتح باولو روسي التسجيل عندما حول عرضية أنطونيو كابريني برأسه في المرمى بعد مرور خمس دقائق فقط. وأحرز سقراطيس هدف التعادل للبرازيل بعد سبع دقائق. وفي الدقيقة الخامسة والعشرين، تخطى روسي جونيور، واعترض تمريرة سيريزو أمام مرمى البرازيليين، وسدد الكرة في المرمى. ألقى البرازيليون بكل قوتهم بحثا عن هدف التعادل، في حين دافعت إيطاليا بشجاعة. وفي الدقيقة 68، استلم فالكاو تمريرة من جونيور، وعندما قام سيريزو بمحاولة خاطئة شتتت انتباه ثلاثة مدافعين، أطلق الكرة في المرمى من مسافة 20 ياردة. والآن تمكنت إيطاليا من التقدم مرتين بفضل أهداف روسي، كما عادت البرازيل مرتين. وبنتيجة 2–2، كان من الممكن للبرازيل أن تتأهل بفضل فارق الأهداف، ولكن في الدقيقة 74، ارتدت الكرة من ركلة ركنية نفذها لاعب إيطالي إلى خط الست ياردات البرازيلي حيث كان روسي وفرانشيسكو جراتسياني في انتظارهما. واستهدف كلا الفريقين نفس التسديدة، حيث نجح روسي في تسجيل ثلاثية ووضع إيطاليا في المقدمة بشكل نهائي. وفي الدقيقة 86، سجل جيانكارلو أنطوجنوني الهدف الرابع لإيطاليا، لكن الحكم ألغى الهدف بداعي التسلل. وفي اللحظات الأخيرة، تصدى دينو زوف ببراعة لتسديدة أوسكار التي حرمته من هدف، مما ضمن لإيطاليا التأهل إلى الدور نصف النهائي حيث ستلتقي مع بولندا.

### التفاصيل
| إيطاليا                 | 3–2   | البرازيل               |
| ----------------------- | ----- | ---------------------- |
| باولو روسي 5'، 25'، 74' | تقرير | سقراط 12' · فالكاو 68' |

| إيطاليا | البرازيل |

| GK          | 1  | دينو زوف (ق)        |     |     |
| DF          | 4  | أنتونيو كابريني     |     |     |
| DF          | 5  | فولفيو كولوفاتي     |     | 34' |
| DF          | 6  | كلاوديو جينتيلي     | 13' |     |
| DF          | 7  | غايتانو شيريا       |     |     |
| MF          | 9  | جانكارلو أنتونيوني  |     |     |
| MF          | 13 | غابرييلي أوريالي    | 78' |     |
| MF          | 14 | ماركو تارديلي       |     | 75' |
| MF          | 16 | برونو كونتي         |     |     |
| CF          | 19 | فرانشيسكو غراتسياني |     |     |
| CF          | 20 | باولو روسي          |     |     |
| البدلاء:    |    |                     |     |     |
| GK          | 12 | إيفانو بوردون       |     |     |
| DF          | 3  | جوزيبي بيرغومي      |     | 34' |
| MF          | 11 | جامبييرو ماريني     |     | 75' |
| MF          | 15 | فرانكو كاوزيو       |     |     |
| FW          | 18 | أليساندرو ألتوبيلي  |     |     |
| المدرب:     |    |                     |     |     |
| إنزو بيرزوت |    |                     |     |     |

| GK           | 1  | والدير بيريز            |  |     |
| RB           | 2  | خوسيه ليانادرو فيريرا   |  |     |
| CB           | 3  | أوسكار بيرناردي         |  |     |
| CB           | 4  | لويس كارلوس فيريرا      |  |     |
| LB           | 6  | ليوفيغيلدو جونيور       |  |     |
| CM           | 5  | تونينيو سيريسو          |  |     |
| CM           | 8  | سقراط (ق)               |  |     |
| LM           | 11 | إدير دي اسيس            |  |     |
| RM           | 15 | باولو روبرتو فالكاو     |  |     |
| SS           | 10 | زيكو                    |  |     |
| CF           | 9  | سيرجينيو تشولابا        |  | 69' |
| البدلاء:     |    |                         |  |     |
| GK           | 12 | باولو سيرجيو            |  |     |
| DF           | 13 | إيديفالدو دي فريتاس     |  |     |
| DF           | 14 | جونينيو فونسيكا         |  |     |
| MF           | 7  | باولو إيزيدورو          |  | 69' |
| FW           | 19 | كارلوس ريناتو فريديريكو |  |     |
| المدرب:      |    |                         |  |     |
| تيلي سانتانا |    |                         |  |     |

| الحكام المساعدون: تومبسون تشان تام صن (هونغ كونغ) بوغدان دوتشيف (بلغاريا) | قواعد المباراة - 90 دقيقة. - خمسة بدلاء مُسمّين. - بحد أقصى تبديلين. |

## التأثير
اعتبر الكثيرون أن النتيجة ليست مجرد هزيمة للبرازيل، بل هزيمة لفلسفتهم الهجومية على يد الإيطاليين الأكثر تنظيماً. وقد وصفت الصحافة البرازيلية هذه المباراة منذ ذلك الحين بأنها "مأساة ساريا" (بالبرتغالية: Tragédia do Sarrià). لقد كان لنتيجة المباراة تأثير عميق ودائم على كرة القدم البرازيلية وأدت إلى تغيير فلسفتها بشكل جذري. وفقًا للويزينيو، قلب دفاع البرازيل في عام 1982، فإن الهزيمة غيرت طريقة تفكير المدربين البرازيليين، مما أدى إلى فلسفة جديدة مدمرة تعتمد على كرة قدم أكثر تكتيكية وجسدية ودفاعية وهجومية، وتمتلك أوجه تشابه مع أسلوب كرة القدم الذي لعبه الإيطاليون ضد البرازيليين.
كما وصفها الصحفي الرياضي تيم فيكري: "بالنسبة لكثير من المدربين البرازيليين، كان فشل منتخب 1982 في الفوز بكأس العالم (...) بمثابة دليل على الأفكار التي كانت تتردد منذ فترة – بدءاً من مذبحة 5–1 على يد بلجيكا في 1963، والتي أكدتها الهزيمة أمام هولندا في كأس العالم 1974. كان يُعتقد أن التطور البدني للعبة يعني ضرورة مراجعة الأساليب التقليدية. كان على اللاعبين البرازيليين أن يزيدوا من حجمهم – أراد روبنز مينيلي، المدرب المحلي الأكثر نجاحًا في السبعينيات، أن يكون فريقه مكونًا من لاعبين بطول ستة أقدام. ومع وجود مساحات أقل في الملعب، كان مستقبل كرة القدم يكمن في الهجوم المرتد، بدلًا من المحاولات المتقنة للتمرير عبر خط الوسط". ويواصل تيم فيكري حديثه قائلًا: "كان لهذه الأفكار ثقل كبير في اللعبة البرازيلية. وهي تساعد في تفسير سبب لفت الأنظار إلى تعاقب المنتخبات البرازيلية التي لفتت الأنظار إلى الاختراقات المتفجرة على الأجنحة بدلاً من تعاقب مثلثات خط الوسط التي أبهرت كابا والجميع في عام 1982. عندما كان برانكو الظهير الأيسر السابق لميدلسبره برانكو مسؤولاً عن منتخبات البرازيل للشباب، أخبرني أنه منذ بداية العملية كان البحث عن لاعبين شباب أقوياء وكبار في السن من الأولويات. وفي الوقت نفسه، أصبح المدربون البرازيليون مغرمين بترديد إحصائية مفادها أن فرص تسجيل هدف تقل إذا كانت الحركة تحتوي على أكثر من سبع تمريرات". كما صرح في وقت سابق في عام 2006 أنه "لو فازت البرازيل باللقب في عام 1982 لكان الفريق أكثر من مجرد ذكرى عزيزة. فربما يكون مخططاً للفرق المستقبلية، لأن الفائزين دائماً ما يتم تقليدهم". عند وصفه لأحداث المباراة، روى سقراط لاحقًا ما حدث في تلك المباراة: "كان لدينا فريق رائع ولعبنا بسعادة. ثم قام روسي بثلاث لمسات وسجل ثلاثية. ماتت كرة القدم كما نعرفها في ذلك اليوم."
أدى المزيد من النجاح في عامي 1994 و2002 في الأساليب العملية الأقل بريقًا إلى ترسيخ الفلسفة الجديدة ودفن أسلوب التمرير التقليدي عمليًا في الماضي.
لقد ساعد صعود تيكي تاكا، وهو أسلوب كرة قدم يعتمد جزئياً على المثلثات المتحركة والتبادل الموضعي والتمرير المعقد ــ والذي يذكرنا إلى حد كبير بأسلوب التمرير البرازيلي القديم، الذي جسده فريق 1982 ــ في استعادة بعض هيبة فريق 1982 في البلاد. إن الهزيمة الساحقة التي منيت بها فرق التيكي تاكا البرازيلية التي تعتمد على أسلوب الهجوم المضاد، وخاصة هزيمة سانتوس 4–0 أمام برشلونة وهزيمة البرازيل 7–1 أمام ألمانيا على أرضها في كأس العالم 2014، كشفت عن مدى تخلف كرة القدم البرازيلية عن الركب. ونتيجة لذلك، بدأت فلسفة كرة القدم في البلاد تعود ببطء إلى أسلوب التمرير المعقد القديم في السنوات القليلة الماضية، كما أظهر النجاح الأخير الذي حققه جريميو فلامنغو.